# アウストラル航空46便墜落事故
アウストラル航空46便墜落事故は、1988年6月12日に発生した航空事故。ホルヘ・ニューベリー空港発リベルタドール・ヘネラル・ホセ・デ・サン・マルティン空港行だったアウストラル航空46便（マクドネル・ダグラス MD-81）が、リベルタドール・ヘネラル・ホセ・デ・サン・マルティン空港への着陸進入中に、滑走路手前の木々に衝突し墜落し、乗員乗客22人全員が死亡した。

## 事故機
事故機のマクドネル・ダグラス MD-81は、1981年に初飛行を行っており、2機のプラット・アンド・ホイットニーJT8D-209を搭載していた。

## 事故の経緯
46便は、現地時間7時04分にホルヘ・ニューベリー空港を離陸した。経由地であるレシステンシア国際空港に着陸し、26分後の8時40分に再び離陸した。9時16分に進入許可を受け、リベルタドール・ヘネラル・ホセ・デ・サン・マルティン空港への進入を開始した。事故当時は濃霧のため視程は悪く、100mほどしかなかった。9時20分に滑走路01の手前3,022m地点にあるユーカリの木々に接触し墜落した。

## 事故原因
主な事故原因として、パイロット達が計器着陸時の最低気象条件を下回っていたにもかかわらず、着陸進入を継続したことが指摘された。また、パイロット間のクルー・リソース・マネジメントの欠如も事故原因として指摘された。

## 類似事故
- マンクス2 7100便着陸失敗事故